# Strachy na Lachy (album)
Strachy na Lachy – pierwsza płyta zespołu Grabaż i Strachy na Lachy, wydana w 2003 roku przez S.P. Records.

## Lista utworów
1. „Cygański zajeb” – 5:05
2. „Krew z szafy” – 4:36
3. „Ballada o Tolku Bananie”[a] – 3:43
4. „Raissa”[b] – 4:17
5. „Idzie na burzę idzie na deszcz” – 4:55
6. „Zaczarowany dzwon” – 5:13
7. „BTW (Mamy tylko siebie)” – 4:36
8. „Miłosna kontrabanda / A Praga tonie” – 5:31
9. „Kobiece” – 2:50
10. „Hej kobieto (Figazmakiem)” – 0:06
11. „Dygoty” – 5:21
12. „Nim wstanie dzień”[c] – 5:06
13. „Film o końcu świata” (bonus)[d] – 6:16

Ścieżka oznaczona nr. 10 zatytułowana „Hej kobieto” to kilkusekundowa cisza. Oryginalnie miał znaleźć się w tym miejscu utwór „Hej kobieto po co ten płacz” będący coverem piosenki „No Woman, No Cry” Boba Marleya. Zespołowi nie udało się uzyskać zgody właścicieli praw autorskich na zamieszczenie tego utworu na płycie. Pojawiająca się w zastępstwie właściwego nagrania cisza jest formą protestu przeciwko biurokracji panującej w wytwórniach płytowych. Autorstwo tej pustej ścieżki zostało przypisane fikcyjnym „Zygmuntowi Wilimowskiemu” i „Ernestowi Maszczykowi”, co jest żartobliwym nawiązaniem do nazwisk dwóch polskich piłkarzy: Ernesta Wilimowskiego i Zygmunta Maszczyka.

## Teledyski
1. Krew z szafy
2. BTW (Mamy tylko siebie)

## Twórcy
Muzyka i słowa:
- Krzysztof Grabaż Grabowski, oprócz utworu nr:
  - 3 muzyka: Jerzy Matuszkiewicz, słowa: Adam Bahdaj
  - 9 słowa: Julian Tuwim
  - 12 muzyka: Krzysztof Komeda słowa: Agnieszka Osiecka

## Skład
Muzycy Strachów na Lachy
- Grabaż – głos + gitara
- Kozak – gitara + głos
- Longin Lo – bas + głos
- Maniek – nie gra tylko na basie
- Kuzyn – bębny
- Anem – klawisze + głos
- Pan Areczek – akordeon

Gościnnie
- Tom Horn – klawisze, pętle
- Teya – wokal
- Emilia Endtsmminger – wokal
- Rafał Boniśniak – bębny afrykańskie, mbira
- Rafał Czajkowski – gitara
- Marcin Gwizun – puzon
- Grzegorz Świeciński – trąbka
- Krzysztof Maliński – saksofon altowy

Inni
- Nagranie, miksy i mastering: Studio Q
- Realizacja: Tom Horn, Sebastian Czajkowski
- Produkcja: Strachy na Lachy